# Miroslav Košuta
Miroslav Košuta, sodobni slovenski pesnik, pisatelj, prevajalec, novinar, urednik * 11. marec 1936, Križ pri Trstu.

## Življenjepis
Miroslav Košuta se je rodil 11. marca 1936 v Križu pri Trstu. Maturiral je na tržaški višji gimnaziji s slovenskim učnim jezikom. Študij je nadaljeval na Filozofski fakulteti v Ljubljani, kjer je študiral primerjalno književnost in literarno teorijo in leta 1962 diplomiral. Po diplomi se je zaposlil kot novinar in urednik na ljubljanskem radiu. Po skorajda petnajstih letih se je 1969 vrnil v Trst, kjer je bil najprej tri sezone dramaturg Slovenskega stalnega gledališča v Trstu, nato je do leta 1978 pri Založništvu tržaškega tiska urejal mesečnik Dan. Vse do upokojitve je bil ravnatelj in umetniški vodja Slovenskega stalnega gledališča v Trstu.

## Delo

### Začetki pesnjenja
Svoje prve pesmi je pisal za tržaški srednješolski list Literarne vaje, kot študent pa je svoje pesmi objavljal v takratnih literarnih časopisih in revijah. Hkrati z lastnim ustvarjanjem je Košuta prevajal dela tujih pesnikov, predvsem italijanskih in španskih. Leta 1963 je izšla njegova prva pesniška zbirka z naslovom Morje brez obale.

### Tematika njegovih del
V tematsko središče Košutove lirike sodijo podobe Trsta, ki so do kraja poosebljene. Na dnu teh obstoječih podob lahko razberemo tudi njihovo temeljno motivacijo: globinski strah, ki ne zadeva samo avtorja, temveč je veliko zgodovinsko breme slovenske skupnosti. Kot so okoli Trsta zbrane temnejše podobe, pa se ob kraški pokrajini, povezani z njegovim otroštvom, te podobe občutno presvetlijo in polepšajo. Tretji vidnejši tematski krog v Košutovi poeziji zavzema ljubezen. Njegova bivanjska tematika je pogosto v ozadju.

### Poezija za otroke
Miroslav Košuta piše tudi poezijo za otroke, kjer je v središču igrivost in humor. V pesmih, ki so izredno zvočne, so zelo pogoste besedne igre. Velikokrat povezovanje besed, ki so zvočno učinkovite, privede besedilo v nesmisel. V pesmih se naslanja tudi na otroško ljudsko pesem, oziroma nekatere njene oblike. Njegova najpogostejša tema je "narobe svet" in živali; piše izštevanke, šaljivke, uspavanke, pastirske, rajalne in gibalne pesmi.

### Dramatika in radijske igre
Košuta je tudi pomemben avtor dramskih del in številnih radijskih iger za odrasle in otroke (uspeh je doživelo mladinsko dramsko delo Štirje fantje muzikantje (1980), prav tako uspešna pa je bila tudi igra Vitez na obisku (1980).

### Poezija
- Morje brez obale (1963)
- Pesmi in zapiski (1969)
- Tržaške pesmi (1974)
- Pričevanje (1976)
- Selivci (1977)
- Pesmi (1978)
- Robidnice in maline (1983)
- Odseljeni čas (1990)
- Riba kanica (1991)

### Mladinsko slovstvo

#### Poezija
- Kje stanuješ, mala miška?  Ljubljana: Mladinska knjiga (1975) (COBISS)
- Zaseda za medveda  Ljubljana: Mladinska knjiga (1979) (COBISS)
- Abecerime  Ljubljana: Mladinska knjiga (1979) (COBISS)
- Ptička smejalka  Ljubljana: Mladinska knjiga (1984) (COBISS)
- Zidamo dan  Ljubljana: Borec (1987) (COBISS)
- Na Krasu je krasno  Ljubljana: Mladinska knjiga (1988) (COBISS)
- Kavka s Kavkaza  Ljubljana: Mladinska knjiga (1992) (COBISS)
- Galeb nad žitom (1995) (COBISS)
- Pomol v severno morje (2001) (COBISS)
- Strašnice (2002)
- Križada (2006)

#### Mladinska dela
- Štirje fantje muzikantje (1980)
- Vitez na obisku (1980)

### Radijske igre
- Nikec in njegovi
- Fižolček
- Zgodba o vojaku
- Prepovedana pravljica o princeski
- Volk iz pravljice
- Rdeči trolejbus
- Tri igre za glas (1982)

## Nagrada
- Prešernov sklad, 1978
- Kajuhova nagrada, 1988
- Levstikova nagrada, 1989
- Nagrada Vstajenje, 2002
- Zlatnik poezije, 2002
- Častna listina IBBY, Mednarodne zveze za mladinsko književnost, 2008
- Prešernova nagrada, 2011[1]